# 奧蘭治堡 (紐約州普查規定居民點)
奧蘭治堡（英語：Orangeburg）是位於美國紐約州羅克蘭縣的普查規定居民點。

## 人口
根據2020年美國人口普查的數據，奧蘭治堡的面積為7.93平方千米，皆為陸地。當地共有人口4565人，而人口密度為每平方千米575.66人。